# Teuderyk I
Teuderyk I (484–533/534) – król Franków od 511 z dynastii Merowingów, jego dzielnica obejmowała wschodnią część państwa z Metz, Reims, tj. obszar później nazwany Austrazją.
Był pierworodnym synem Chlodwiga I z nieznaną z imienia konkubiną lub żoną. Za życia ojca brał czynny udział w wojnie z Wizygotami w latach 507–508. Po śmierci ojca w 511 r. nastąpił podział państwa na cztery części. Teuderykowi przypadła wówczas największa dzielnica zamieszkała przez ludność germańsko-frankijską. Były to ziemie po obu stronach Renu ze stolicą w Reims. Przez większość swego panowania pozostawał w opozycji do swych przyrodnich braci. W początkach panowania próbował nawet otruć swego brata Chlotara I na uczcie urządzonej na jego cześć.
Dzielnica Teuderyka sąsiadowała z królestwem Turyngów. Byli oni wówczas rządzeni przez braci Hermanfrieda i Baderyka. W 521 roku Hermanfried zwrócił się do Teuderyka o pomoc w obaleniu brata. Baderyk został zamordowany, a Teuderyk za udzieloną pomoc otrzymał część królestwa Turyngów.
Jego drugą żoną była Suavegotha księżniczka burgundzka. W związku z powyższym w 523 roku odmówił udziału w wyprawie wojennej swojego brata Chlodomera przeciwko Burgundom. Rok później Teuderyk stłumił rewoltę podanych w Owernii.
W 531 roku Chlotar namówił Teuderyka do wyprawy na Turyngów. Wojska frankijskie rozbiły siły króla Hermanfrieda. Królestwo Turyngów zostało włączone do państwa Franków.
W czasie swojego panowania Teuderyk musiał również odeprzeć najazd Waregów, którzy wtargnęli Renem w głąb państwa Teuderyka. W misji zawarcia porozumienia z Waregami został wysłany syn Teuderyka z pierwszego małżeństwa Teodebert I. W zamian za wycofanie się Waregów ich wódz poślubił córkę Teuderyka – Telchydę.
Po jego śmierci tron w Metzu przejął jego syn Teodebert I.
Został wspominany ze swym synem w eposach Hugdietrich i Wolfdietrich.